# Солдатам правопорядка
Монуме́нт «Солда́там правопоря́дка» (второе название — памятник чекистам) — монументальная скульптура в украинском городе Николаеве. Располагалась в сквере на пересечении Центрального проспекта и Садовой улицы.
Авторы сульптуры: Ю. А. и И. В. Макушины; архитекторы: С. К. Якимович и П. А. Казмирчук.
Монумент находился на площадке, где фоном служили высокие деревья сквера. Представлял собой трёхметровую скульптуру воина с мечом в одной руке и щитом в другой, что символизирует активное участие органов внутренних дел в боевых действиях и в выполнении служебного долга.
Скульптура была выполнена из кованой меди, укреплённой на стальном каркасе. Была установлена на высоком пьедестале из розового гранита.
В День милиции и в другие праздники, связанные с органами правопорядка, возле памятника собирались ветераны МВД для проведения митинга и возложения цветов.

## История создания
Монумент был сооружён в 1977 году, в честь 60-летия советской милиции и посвящён сотрудникам милиции Николаевской области, павшим в боях за Родину в годы Великой Отечественной войны, а также погибшим при исполнении служебного долга.
Инициировал строительство монумента генерал милиции Н. А. Дзюба, который в те годы возглавлял городскую милицию. К начинанию подключились многие представители городской общины, представители власти, организации, предприятия. В числе прочих — николаевская организация Союза художников, которой руководил Николай Бережной. Создавали монумент методом «народной стройки». Деньги на металл и гранит собирали «всем миром».
Открытие монумента состоялось в День милиции, 10 октября 1977 года. На открытии присутствовали представители городской и областной власти Иван Канаев и Владимир Васляев. Со временем предполагалось позади монумента поставить стелы, уходящие по бульвару в сторону Севастопольской улицы, с именами погибших милиционеров, но задумка так и не свершилась.

## Подготовка к демонтажу
В феврале 2016 года на открытом заседании Николаевского областного отделения «Национального союза краеведов Украины» общественная организация «Символы Николаева» потребовала демонтировать монумент, сославшись на то, что памятник символизирует коммунистическое прошлое страны, однако начальник отдела охраны культурного наследия городского совета Ирина Бондаренко тогда заявила, что отделом подготовлен и отправлен в Министерство культуры перечень памятников и памятных досок с целью получения заключения о том, какие из них принадлежат к культурному наследию, а какие нет. Якобы только после получения заключения можно принимать решения о демонтаже тех, которые не внесены в реестр культурного наследия.
20 мая 2016 года начальник управления информационной деятельности и коммуникаций с общественностью Николаевской областной госадминистрации Станислав Мартиросов сообщил, что администрацией было получено письмо Украинского института национальной памяти с разъяснением, что памятник однозначно подлежит демонтажу.
22 мая 2016 года мэр Николаева А. Ф. Сенкевич выступил в защиту монумента. По его мнению, монумент нужно оставить как память о работниках милиции, погибших при исполнении своего служебного долга.
13 октября 2022 года представители «Народного руха» намеревались снести памятник, на защиту встали ветераны МВД, которые попытались оттереть оскорбительные надписи, нанесённые вандалами.
19 октября памятник был взорван, причём глава областной администрации В. А. Ким пытался выдать подрыв за воздушную атаку ВС РФ.